# 翅叶木
翅叶木（学名：Pauldopia ghorta）是紫葳科翅叶木属的唯一种。分布在斯里兰卡、老挝、印度、泰国缅甸、越南以及中国大陆的云南等地，生长于海拔600米至1,750米的地区，多生于常绿阔叶林中和路边坡地，目前尚未由人工引种栽培。

## 别名
细口袋花（西双版纳），紫豇豆（景洪），金丝岩柘（耿马）